# O País das Peles
O País das Peles (Título original: Le pays des fourrures) foi um livro escrito por Júlio Verne, publicado em 1873.